# Paralimnophila bingelima
Paralimnophila bingelima là một loài ruồi trong họ Limoniidae. Chúng phân bố ở miền Australasia.